# Microlinyphia pusilla quadripunctata
Microlinyphia pusilla quadripunctata is een spinnensoort in de taxonomische indeling van de hangmatspinnen (Linyphiidae).
Het dier behoort tot het geslacht Microlinyphia. De wetenschappelijke naam van de soort werd voor het eerst geldig gepubliceerd in 1903 door Embrik Strand.